# Neodesmus juvensis
Neodesmus juvensis är en mångfotingart som beskrevs av Cook 1897. Neodesmus juvensis ingår i släktet Neodesmus och familjen Gomphodesmidae. Inga underarter finns listade i Catalogue of Life.